# Alonso Pires
Alonso Pires (Évora, siglo XIV - 8 de febrero de 1339) fue un escritor y sacerdote católico portugués, religioso trinitario, redentor de cautivos y obispo de Évora.

## Biografía
Juan Navarro nació hacia la segunda mitad del siglo XIV, en Évora (Portugal). Ingresó en 1295 a la Orden de la Santísima Trinidad, donde estudió teología y fue ordenado sacerdote. En 1339 fue elegido como el primer ministro provincial de los trinitarios de la provincia de Portugal y durante su gobierno (nueve años) realizó una redención de 89 cautivos. Trabajó como catedrático en la Universidad de Coímbra y el papa Benedicto XII le nombró obispo de la diócesis de Évora, la cual gobernó hasta su muerte, el 8 de febrero de 1339. Antonino de la Asunción en su Diccionario de escritores trinitarios dice que escribió De admirabili Ordinis Sanctissimae Trinitatis institutione.